# Huang Guocai
Huang Guocai (chiń. 黃國材) – chiński dyplomata. Ambasador Chińskiej Republiki Ludowej na Seszelach. Pełnił tę funkcję w okresie od stycznia 1986 do maja 1988. Następnie był ambasadorem w Laosie od maja 1991 do lutego 1994.